# Salvatore Calì
Salvatore Calì (fl. XIX-XX secolo) è stato un calciatore italiano, di ruolo portiere e centrocampista.

## Biografia
Originario di Riposto, in Sicilia, nato da Bruno Calì, commerciante di vini. Dopo che un assalto di pirati mise in ginocchio l'azienda familiare, lui e tutta la sua famiglia emigrarono in Svizzera alla ricerca di fortuna.
Nel paese alpino Salvatore iniziò a giocare a calcio e quando il padre decise di tornare in patria per continuare l'attività di commerciante di vini, portò tutta l'esperienza calcistica accumulata in Italia.
Era anche noto come Calì II, per distinguerlo dal fratello Francesco Calì, con il quale militò tra le file dell'Andrea Doria.

### Carriera
Svolse la sua carriera agonistica quasi interamente tra le file dell'Andrea Doria, giocandovi dal 1904 al 1907. Solo per un breve periodo, dopo il ritorno in patria dalla Svizzera, fu ingaggiato insieme al fratello Francesco Calì dal Genoa, club con il quale non disputò nessuna partita ufficiale.
Partecipò il 9 marzo 1902 al primo derby, terminato 3-1 a favore del Genoa.
Nel maggio 1902 partecipa con i biancoblu al torneo calcistico del campionato nazionale di ginnastica, aggiudicandosi la vittoria ad ex aequo con il Milan al termine della finale contro i genovesi, terminata a reti bianche, e il titolo di campione d'Italia, la Coppa Forza e Coraggio e la Corona di Quercia.
Il 6 marzo 1904 giocò nella sconfitta esterna del club genovese per uno a zero contro il Milan nell'incontro eliminatorio di Lombardia e Liguria, che fu anche l'unico incontro disputato dalla compagine bianco-blu nel 1904.
La stagione seguente pur obbligando i campioni in carica del Genoa agli spareggi, Calì e i suoi compagni non riuscirono a superare le eliminatorie della Liguria.
Anche nel 1906 Calì e l'Andrea Doria si fermarono alle eliminatorie della Liguria, non riuscendo nuovamente a superare i rivali del Genoa.
Nel 1907 arrivò a disputare con i bianco-blu il girone finale che avrebbe assegnato lo scudetto. Con il suo club si piazzò al terzo e ultimo posto.

## Palmarès

### Calciatore

#### Club

##### Altre Competizioni
- Torneo FGNI: 1

Andrea Doria: 1902